# Сім п'єс для чорно-білого кіно (фільм, 1983)
«Сім п'єс для чорно-білого кіно» (фр. Sept pièces pour cinéma noir et blanc) — фільм відомого грузинсько-французького кінорежисера Отара Іоселіані.

## Сюжет
«Перш ніж почати роботу над фільмом «Фаворити Місяця», я спробував зафіксувати на плівці мої перші враження про місто і людей, що його населяють. Цей етюд про Париж, трохи підправлений цензурою, показали по телебаченню»